# 신주쿠 서던테라스

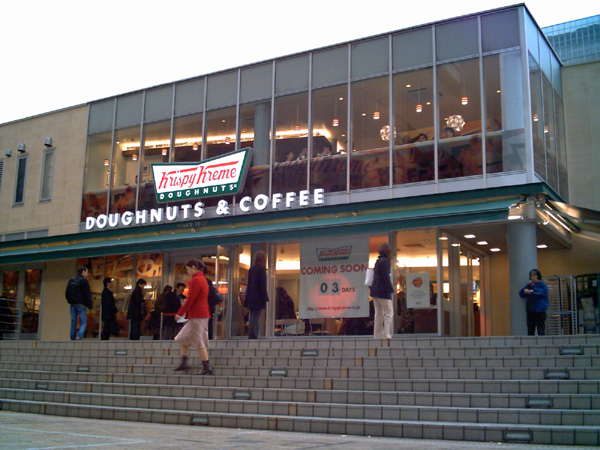
신주쿠 서던테라스의 크리스피 크림 도넛

신주쿠 서던테라스는 일본 도쿄도 신주쿠구에 있는 상업시설이다. 신주쿠 마인즈타워와 히가시 니혼빌딩을 사이에 두고 오다큐 서던타워 방면으로 좁고 길게 펼쳐져 있으며, 약 350m의 길이로 무빙워크에 스타벅스, 크리스피 크림 도넛, 프랑프랑 등이 늘어서 있다.